# مارتن فان بيورين
مارتن فان بيورين (بالإنجليزية: Martin Van Buren، بالهولندية: Maarten van Buren) (ولد 5 ديسمبر 1782 – توفي 24 يوليو 1862) هو سياسي أمريكي وكان الرئيس الثامن للولايات المتحدة (1837-1841) وشغل هذا المنصب لفترة واحدة. كان فان بيورن عضو في الحزب الديمقراطي وشغل عددا من المناصب، بما في ذلك نائب الرئيس الثامن (1833-1837) ووزير الخارجية العاشر (1829-1831)، وكلا المنصبين تحت حكم أندرو جاكسون. عجز فان بيورين كرئيس في التعامل مع الكساد الاقتصادي الكبير الذي تبع ذعر العام 1837 وهزمه حزب الويغ (اليمين) في انتخابات العام 1840.
يرجع فان بيورن لأصول هولندية (وهو الرئيس الوحيد الذي لم تكن الإنجليزية لغته الأولى)، وتعلم منذ صباه التعامل مع الناس من مختلف الأعراق والمداخيل وطبقات المجتمع، الأمر الذي كان في صالحه كمنظم سياسي. اهتم بأدق التفاصيل في ثيابه، وأمكنه الاختلاط في طبقات المجتمع العليا، وكذلك في البيئات الشعبية كالحانة التي كان يملكها والده. أصبح مندوبا لاجتماع سياسي في سن الثامنة عشرة، وانتقل بسرعة من سياسة منطقته إلى سياسة الولاية، فاشتهر بكونه منظما سياسيا ومحاميا بارعا. انتخب فان بورين عضوا في مجلس الشيوخ من قبل المجلس التشريعي لولاية نيويورك في عام 1821، ودعم ويليام كروفورد للرئاسة في انتخابات عام 1824، ولكن بحلول العام 1828 قام بدعم الجنرال أندرو جاكسون. وكان داعما رئيسيا لجاكسون ونظم حملته في انتخابات عام 1828، وترشح لمنصب حاكم ولاية نيويورك على أمل استغلال شعبيته لتعزيز حملة جاكسون. تم انتخاب جاكسون وفان بورين، واستقال فان بورين من منصب الحاكم بعد أن شغله لمدة شهرين، ليصبح وزير الخارجية في حكومة جاكسون.
خلال السنوات الثمان التي قضاها جاكسون رئيسا للبلاد، كان فان بورين كبير مستشاريه، وبنى الهيكل التنظيمي لائتلاف الحزب الديمقراطي، لا سيما في نيويورك. في عام 1831، استقال فان بيورن من منصب وزير الخارجية، وساعد جاكسون في حل قضية بيتيكوت، فقام الأخير بتعيينه كسفير للولايات المتحدة إلى بريطانيا، ولكن تم رفض ترشيح فان بورين من قبل مجلس الشيوخ، فلم يكمل عمله في لندن. ولكنه تمكن من تأمين نفسه ليصبح خليفة جاكسون المختار، وانتخب نائبا للرئيس عام 1832. وهزم عديد المعارضين في حزب اليمين في انتخابات عام 1836 ليصبح رئيس البلاد.
إلا أن الرئيس فان بورين تلقى اللوم على الكساد التي حدث عام 1837، ودعته الصحف المعادية له «مارتن المخرب» أو Martin Van Ruin. حاول أن يحل المشاكل الاقتصادية بحفظ الأموال الفيدرالية في خزانة مستقلة بدلا من بنوك الولايات، ولكن الكونجرس لم يوافق على هذا حتى عام 1840. في الشؤون الخارجية، رفض فان بيورن طلب تكساس للانضمام إلى الاتحاد، إذ لم يرغب في قلب موازين ولايات الأحرار والرقيق في تسوية ميسوري، وكان يأمل تجنب الحرب مع المكسيك على ضم تكساس بشراء الأراضي من حكومة المكسيك. بالإضافة إلى ذلك، فقد توترت العلاقات مع بريطانيا ومستعمراتها في كندا بعد حرب أروستوك وقضية كارولين.
خسر فان بيورن في انتخابات عام 1840 أمام المرشح اليميني وليام هنري هاريسون. وكان فان بورين المرشح الاوفر حظا للفوز بترشيح الحزب الديمقراطي في عام 1844، لكنه خسر أمام جيمس بوك، والذين فاز لاحقا في الانتخابات. في انتخابات 1848 ترشح فان بيورين دون نجاح كمرشح عن حزب الأرض الحرة المناهض للرق. عاد إلى حظيرة الحزب الديمقراطي ليدعم فرانكلين بيرس (1852)، وجيمس بيوكانان (1856)، وستيفن دوغلاس (1860) لرئاسة الجمهورية، ولكن آراءه المعادية للرق ودعمه للاتحاد جعله يتجه لدعم سياسات أبراهام لنكولن بعد بداية الحرب الأهلية الأمريكية.
بدأت صحة فان بيورين بالتدهور في عام 1861، وتوفي في يوليو 1862 عن عمر يناهز التاسعة والسبعين. ورغم أنه شغل العديد من المناصب العليا، فإن أهم إنجازاته هي دوره كمنظم سياسي في بناء الحزب الديمقراطي الحديث، وأرشده إلى ليتقدم في نظام الحزب الثاني الجديد.

## النشأة المبكرة والتعليم
وُلد فان بيورين باسم مارتن فان بيورين في 5 ديسمبر 1782، في مدينة كيندرهوك، التابعة لولاية نيويورك، على بعد نحو 20 ميلًا (32 كيلومتر) جنوب ألباني على نهر هدسون. بموجب القانون الأمريكي، كان فان بيورين أول رئيس أمريكي لا يولد من الرعايا البريطانيين، ولا يكون ذا أصول بريطانية. رغم ذلك، لأغراض القانون البريطاني، اُعتبر فان بيورين، عند ميلاده، من الرعايا البريطانيين؛ لأنه وُلد في أثناء الثورة الأمريكية وقبل معاهدات سلام باريس.
كان والده، أأبراهام فان بيورين، ينحدر من سلالة كورنيليس مايسين من قرية بورمالسين في هولندا، وصل إلى أمريكا الشمالية في عام 1631، واشترى قطعة أرض في جزيرة مانهاتن. كان أبراهام فان بيورين من الوطنيين (الثوريين أو الأميركيين اليمينيين) خلال الثورة الأمريكية، وانضم لاحقًا إلى الحزب الجمهوري الديمقراطي. كان يملك نزلًا وحانة في كيندرهوك، وعمل ككاتب مدينة كيندرهوك لعدة سنوات. في عام 1776، تزوج من ماريا هوس فان آلن في مدينة كيندرهوك، وهي أيضًا من أصول هولندية، وأرملة يوهانس فان آلن. أنجبت ماريا ثلاثة أولاد من زواجها الأول، بمن فيهم النائب الأمريكي المقبل جيمس أي. فان آلن. وأنجبت من زواجها الثاني خمسة أولاد، بمن فيهم مارتن. تحدث فان بيورين الإنجليزية كلغة ثانية، بخلاف أي رئيس آخر؛ إذ كانت اللغة الهولندية لغته الأولى في فترة شبابه.
تلقى فان بيورين تعليمًا أساسيًا في مدرسة القرية، ودرس اللغة اللاتينية لفترة وجيزة في أكاديمية كيندرهوك وفي معهد واشنطن في كلافيراك. انهى تعليمه الرسمي في عام 1796 عندما بدأ بقراءة القانون في مكتب بيتر سيلفستر وابنه فرانسيس، محاميان بارزان في الحزب الفيدرالي الأمريكي في كيندرهوك. تعلّم فان بيورين في نزل والده، على نحو مبكر، أن يتفاعل مع الناس من مختلف الأعراق والطبقات والفئات الاجتماعية، وهو ما استخدمه لصالحه كمنظم سياسي.
كان فان بيورين قصير القامة، إذ بلغ طوله نحو 5 أقدام و6 بوصات (1.68 متر)، ولُقب، على سبيل التودد، بـ «الشاحنة الصغيرة». عندما بدأ دراسته القانونية لأول مرة، كان يرتدي ثيابًا صوفية خشنة، وهو ما دفع بيتر سيلفستر وابنه بتنبيهه ونصحه إلى إيلاء اهتمام أكبر لملبسه ومظهره الشخصي كمحام طموح. قبِل فان بيورين نصيحتهم، ثم حذى حذوهم في ملبسهم، ومظهرهم، وطريقة مشيتهم، وسلوكهم.
تبنى فان بيورين ميول والده السياسية الجمهورية الديمقراطية، على الرغم من ارتباطه بمكتب سيلفستر وانتماء مدينة كيندرهوك القوي إلى الحزب الفيدرالي. أشار مكتب سيلفستر وجون بيتر فان نيس، وهو شخصية سياسية تنتمي للحزب الجمهوري الديمقراطي، إلى أن ميول فان بيورين السياسية ألزمته بإكمال تعليمه لدى محام جمهوري ديمقراطي، فقضى سنة أخيرة من التدريب في مكتب مدينة نيويورك لويليام بي فان نيس، وهو مساعد سياسي لآرون بور. أطلع فان نيس فان بيورين على تعقيدات سياسة نيويورك، وشهد فان بيورين معارك بور للسيطرة على الحزب الجمهوري الديمقراطي ضد جورج كلينتون وروبرت ليفينغستون. عاد فان بيورين إلى كيندرهوك في عام 1803، بعد قبوله في نقابة المحامين في نيويورك.
تزوج فان بيورين من هانا هوس في كاتسكيل، نيويورك، في 21 فبراير 1807، وهي ابنة ابن عمه الأول وحبيبته في طفولته. على غرار فان بورين، نشأت هانا في بيت هولندي في منطقة فالاتي؛ وكانت تتحدث الهولندية في المقام الأول، وتتحدث الإنجليزية بلكنة واضحة. كان للزوجين خمسة أبناء، عاش أربعة منهم إلى سن الرشد: أبراهام (1807-1873)، وجون (1810-1866)، ومارتن الابن (1812-1855)، ووينفيلد سكوت (ولد ومات في عام 1814)، ووسميث تومسون (1817-1876). أُصيبت هانا بالسل وتُوفيت في 5 فبراير 1819 عن عمر يناهز 35 عامًا، ولم يتزوج فان بيورين من بعدها مطلقًا.

## مهنته السياسية المبكرة
شكل مارتن فان بورين شراكة قانونية مع أخيه غير الشقيق جيمس فان ألين بعد عودته إلى كيندرهوك في عام 1803 ليؤمن على مستواه المعيشي حتى يستطيع الدخول في باب السياسة.
اهتم مارتن بالسياسة من قبل أن يبلغ 18عمره الـ عامًا وحضر في عام 1801 مؤتمر الحزب الجمهوري الديمقراطي في مدينة تروي الواقعة في ولاية نيويورك الأمريكية إذ نجح في تأمين ترشيح الحزب لجون بيتر فان نيس في انتخابات خاصة لمقعد منطقة الكونجرس السادس.
انفصل مارتن فان بيورين عن حزب بر وأصبح حليفًا لـ ديويت كلينتون ودانيال تومبكنس، سيطر حزب كلينتون وتومبكنس على الانتخابات التي أُجريت عام عام 1807 وعُين مارتن فان بيورين رئيسًا لمقاطعة كولومبيا في نيويورك، وانتقل بعد فترة إلى بلدة هدسون التي تقع في مقر مقاطعة كولومبيا عام 1808 لتحسين مسيرته السياسية.
فاز فان بورين بترشيح حزبه لمقعد في مجلس شيوخ ولاية نيويورك عام 1812 على الرغم من معارضة العديد من الحزب الديمقراطي الجمهوري لترشيحه على رأسهم جون بيتر فان نيس، إلا أنه فاز في انتخابات مجلس الشيوخ.
دخلت الولايات المتحدة حرب ضد بريطانيا العظمى في 1812 وشنت كلينتون حملة فاشلة لهزيمة الرئيس جيمس ماديسون في الانتخابات الرئاسية عام 1812، لذلك انفصل مارتن فان بيورين عن حزب كلينتون منعًا للاشتباهات.
عزز موقف مارتن فان بورين القوي في الحرب من مكانته واُنتخب في عام 1815 ليأخذ منصب المدعي العام لولاية نيويورك. وعلى هذا الضوء انتقل مارتن من هدسون إلى عاصمة ولاية ألباني وأسس شراكة قانونية مع بنيامين بتلر وتقاسم منزله مع حليفه السياسي روجر سكينر. فاز مارتن فان بيورين مجددًا في انتخابات مجلس شيوخ الولاية عام 1816 مع استمراره في العمل كمدعِ عام للولاية. لعب مارتن دورًا مهمًا في محاكمة القتلة المتهمين بقتل ريتشارد جينينغيز في عام 1819 وهي أول قضية قتل مقابل أجر في ولاية نيويورك.

## الرئاسة (1837 – 1841)

### مجلس الوزراء
لم يستغنِ مارتن فان بيورين عن أغلب أعضاء مجلس وزراء جاكسون الرئيس الأسبق إذ أنه كان يأمل أن هذا الاحتفاظ سيعيد من ثقة الحزب الديمقراطي الجمهوري ويمنع الطائفية.
ومثل مجلس الوزراء أعضاء مختلفة من البلاد وشمل:
ليفي وودبري وزير الخزانة الأمريكية من نيو إنجلاند والمدعي العام بنجامين بتلر ووزير البحرية ماهلون ديكرسون من الإقليم الأطلسي الأوسط ووزير الخارجية جون فورسيث من الجنوب وعاموس كيندال مدير مكتب البريد من الغرب.

## حياته اللاحقة (1841 – 1862)

### انتخابات عام 1844
عاد فان بورين إلى ممتلكاته في ليندينوالد في كيندرهوك بعد انتهاء فترة ولايته واستمر في مراقبة التطورات السياسية عن كثب.
استمر فان بورين بالعديد من التحركات المحسوبة للحفاظ على دعمه من قبل المواطنين بما في ذلك رحلة إلى الجنوب والغرب التقى خلالها بجاكسون ورئيس مجلس النواب السابق جيمس بولك.
وظهر العديد من المنافسين المحتملين في ترشيح الحزب الديمقراطي عام 1844 مثل الرئيس تايلر وجيمس بيوكانان وليفي وودبري.
ظل فان بورين صامتًا بشأن القضايا العامة الجدلية مثل الجدل حول تعريفة الجمرك لعام 1842 على أمل ترتيب فكرة تحلها وتمكنه من الترشيح للرئاسة على ضوئها.

### التقاعد والوفاة
لم يتمكن مارتن فان بيورين من الحصول على منصب في الرئاسة لعام 1848 كنه استمر في متابعة السياسة عن كثب إذ أنه كان منزعجًا من حركات الانفصال في الجنوب.
عمل فان بورين أيضًا على تاريخ الأحزاب السياسية الأمريكية وتجول في أوروبا، ليصبح أول رئيس دولة أمريكي سابق يزور بريطانيا.
دعم مارتن فان بورين فرانكلين بيرس لمنصب الرئاسة في عام 1852 وجيمس بوكانان في عام 1856 وستيفن دوغلاس في عام 1860.
بدأت صحة مارتن فان بورين بالتدهور في نهايات عام 1861 وكان طريح الفراش مصابًا بالتهاب رئوي خلال خريف وشتاء 1861-1862.
مات مارتن بسبب الربو القصبي وفشل القلب في مزرعة ليندينوالد الخاصة به في الساعة الثانية صباحًا في 24 يوليو 1862، دُفن في مقبرة كنيسة كيندرهوك الهولندية الإصلاحية وكذلك زوجته هانا ووالديه وابنه.
عاش مارتن فان بورين أكثر من خلفائه الرؤساء الأربعة: هاريسون وتايلر وبولك وتايلور. بالإضافة إلى أنه رأى عددًا أكبر من الرؤساء الذين قادوا الولايات المتحدة الأمريكية أكثر من أي شخص آخر (ثمانية)، وعاش لرؤية أبراهام لنكولن ينتخب الرئيس السادس عشر قبل وفاته.

## وصلات خارجية
- مارتن فان بيورين على موقع الموسوعة البريطانية (الإنجليزية)
- مارتن فان بيورين على موقع إن إن دي بي (الإنجليزية)
- Martin Van Buren: A Resource Guide at the مكتبة الكونغرس
- مارتن فان بيورين at the Biographical Directory of the United States Congress
- مارتن فان بيورين على موقع فايند أغريف
- Martin Van Buren at the البيت الأبيض
- American President: Martin Van Buren (1782–1862) at the Miller Center of Public Affairs, University of Virginia
  - Inaugural Address (March 4, 1837), at the Miller Center